# 古斯塔夫·基爾霍夫
古斯塔夫·罗伯特·克希荷夫（德語：Gustav Robert Kirchhoff，1824年3月12日—1887年10月17日），德国物理学家。在电路、光谱学的基本原理（两个领域中各有根据其名字命名的克希荷夫定律）有重要贡献，1862年创造了“黑体”一词。1847年发表的两个电路定律发展了欧姆定律，对电路理论有重大作用。1859年制成分光仪，并与化学家罗伯特·威廉·本生一同创立光谱化学分析法，从而发现了铯和铷两种元素。同年还提出热辐射中的基尔霍夫辐射定律，这是辐射理论的重要基础。此外基尔霍夫还研究了弹性体的振动、物体在流体中的运动、重性流体的流动和波动等一系列问题。

## 生平
克希荷夫生于东普鲁士首府柯尼斯堡的一个律师家庭。是弗里德里希·克希荷夫和乔安娜·亨里埃特·维特克的儿子。他就读於柯尼斯堡大学，曾参加卡尔·雅可比、弗兰茨·恩斯特·诺伊曼和弗里德里希·尤利乌斯·里什洛主持的数学物理研讨会。1845年，還是學生的克希荷夫提出了克希荷夫電路定律，至今仍广泛用于电路的分析和设计上。他在研讨会上介绍了这项成果，后来成为他博士论文的主要部分。1847年他从柯尼斯堡大学毕业。同年，他搬到了柏林并任柏林大学無薪讲师，在那裡他一直待到1850年，他接到一個在弗罗茨瓦夫大学教書的工作，在那里担任副教授（extraordinary professor）。後來，於1857年，他娶了數學教授里什洛的女兒克拉拉·里什洛（Clara Richelot）。他們共生有五名兒女。克拉拉於1869年過世。3年後，他又與路易丝·布勒梅尔（Luise Brömmel）結婚。
1854年他到海德堡大學就任教授。1857年，他計算出電子信號在无阻抗旅電線中的传播速度等于光速。1859年他提出了他的熱輻射定律，两年后予以了证明。1854年，基尔霍夫应召来到了海德堡大学，物理学研究的同时，他和罗伯特·本生一起进行光谱学研究。1861年他们一起发现了銫和銣这两种元素。次年因这一贡献基尔霍夫获得了拉姆福德奖章。同年在海德堡大学，他与莱奥·柯尼希斯贝格尔组织了和当年恩斯特·弗朗茨·诺伊曼相同模式的数学物理讨论会，阿瑟·舒斯特和索菲娅·柯瓦列夫斯卡娅都曾参加过这个研讨会。
1875年他接受了柏林大学的理论物理学系主任的位置。他使用麦克斯韦方程组为惠更斯－菲涅耳原理提供了坚实的理论基础。1861年基尔霍夫当选为柏林科学院通讯院士，次年当选为彼得堡科学院通讯院士，1870年成为巴黎科学院通讯院士，1874年又当选为柏林科学院院士。1877年在亥姆霍兹的基础上基尔霍夫利用施瓦兹定理计算了边缘效应并测定了圆板式电容器的电容。同年，与本生一同因为对光谱的分析和发现而同时获得第一届戴维奖章。1884年，成为荷兰皇家艺术与科学学院外籍成员。克希荷夫於1887年去世，被安葬在柏林舍讷贝格区的墓地。

## 基尔霍夫定律
基尔霍夫在多个领域都留下了以自己名字命名的定律（定理），其中包括著名的基尔霍夫电路定律（基尔霍夫电压定律、基尔霍夫电流定律）。

### 基尔霍夫电路定律
基尔霍夫电路定理简称基尔霍夫定律，由基尔霍夫电流定律（基尔霍夫第一定律）与基尔霍夫电压定律（基尔霍夫第二定律）两部分构成。

### 基尔霍夫热辐射定律
基尔霍夫热辐射定律由基尔霍夫于1859年提出，描述了物体发射率与吸收比的关系。

### 基尔霍夫积分定理
该定理被广泛应用于光学领域，并且在很多情况下该定理的公式可被简化为基爾霍夫衍射公式。

### 克希荷夫的光譜三定律
1. 熱的固態物體會產生連續光譜，克希荷夫將之稱為為黑體輻射（black-body radiation）。

1. 熱的稀薄氣體會產生離散波長的光譜線，它與氣體原子的能階有關。（參見：發射光譜）

1. 熱的固態物體及周圍溫度較低的稀薄氣體，產生的光譜幾乎是連續光譜，離散光譜的間隙與氣體原子的能階有關。（參見：吸收光譜）

在安德斯·埃格斯特朗和大卫·阿尔特的基础上，基尔霍夫建立了三定律用于描述由白炽物体发出的光线的光谱组成。
克希荷夫並不知道原子的能階。存在的離散譜線在後來才由玻爾原子模型所解釋，這有助於量子力學的產生。

### 克希荷夫的熱化學定律
1858年克希荷夫指出，化學反應的熱量變化可從反應物和產物之間的熱容量之差得出：
{\displaystyle \left({\frac {\partial \Delta H}{\partial T}}\right)_{p}=\Delta C_{p}}
對該方程積分後，某一溫度下反應熱的測量結果可以用於另一溫度下反應熱的估計。

## 影响与评价
马赫主义（经验批判主义，也即实证主义）者赞同基尔霍夫的想法，他们爱引用基尔霍夫的一篇力学论文中的一句话：力學的任务是“以最完備和最简单的方式来描述自然界发生的运动”。列宁在《唯物主义与经验批判主义》中写到“马赫在1972年从其中得出的只有感觉存在着的‘思维经济’……竟致与最简单的记述（客观实在的记述，而客观实在的存在是基尔霍夫毫不怀疑的等量齐观！）”（其中加粗部分原文中标有着重号）。

俄罗斯学者斯托列托夫回忆道“交往上的纯朴与对学生不知疲倦的关注，一贯的活动和自信心，简练的才干，清晰的言谈，这些都是基尔霍夫使我们惊叹的。这一切，说明他具有坚强的意志、责任感、高度（但不是高傲）的自尊心……基尔霍夫用漂亮的，从容不迫的书法书写手稿，这些手稿充分表现出他的深思熟虑和熟练，这是值得我们学习的。这种深湛与慎密的思想不是骤然或凭空得来的，而是自己顽强工作的结果。”

基尔霍夫在教学和写作中极力掩饰对科学的赞叹和好奇，认为教师应该向学生传递“科学是严肃、没有感情且没有趣味的”这一理念。他也常常对科学中的新发现提不起兴趣，他甚至评价约翰·克尔新发现的克尔效应道：“您是不是没有什么别的什么可以发现了？”又如，他在研究电学公式时，注意到了当时与电磁学并不相关的光速常数的出现。但他的注意力似乎总是只局限于手头在忙的事情，对这个巧合没有进一步探索的兴趣，由此错失了发展出可描述光、电、磁三种现象的统一理论的机会。德国数学家菲利克斯·克莱因对基尔霍夫的这种古板无趣的科学观点感到厌恶。

本生-基尔霍夫奖，创立于1990年，用于奖励在分析光谱学领域做出贡献的科学家。